# Гильом V (граф Оверни)
Гильом V (фр. Guillaume V d’Auvergne; ок. 1005 — ок. 1060) — граф Оверни и Клермона с 1032 года. Сын и наследник Роберта I.
О его правлении известно мало. В 1059 году Гильом V участвовал в коронации короля Филиппа I Капетинга.
Жена — Филиппа (согласно некоторым источникам, дочь Этьена, графа де Жеводан) (впервые упоминается в документе 1044 года, ориентировочная дата свадьбы — 1030 год). Дети:
- Этьен (Стефан).
- Роберт II (ум. 1096), граф Оверни и Жеводана,
- Гильом, умер при жизни отца,
- Бегон (упоминается только один раз — в 1044 г.)
- Понс, умер при жизни отца,

Также дочерью Гильома V считается Филиппина, жена Аршамбо IV, сеньора де Бурбон.
Гильом V последний раз упоминается в документе, датированном 23 мая 1059 года. Вероятно, вскоре он умер.